# ماریان باخمایر
ماریان باخمایر (به انگلیسی: Marianne Bachmeier) زنی اهل آلمان غربی بود که مردی را که به جرم تجاوز و قتل دخترش آنا (۱۴ نوامبر ۱۹۷۲–۵ مه ۱۹۸۰) محاکمه می‌شد، در دادگاه به ضرب گلوله کشت. این حرکت بازتاب گسترده‌ای در رسانه‌ها و بحث‌های عمومی دربارهٔ اجرای خودسرانه قانون ایجاد کرد. در نتیجه، باخمایر به قتل شبه‌عمد و نگهداری غیرقانونی سلاح گرم محکوم شد. او به شش سال محکوم شد و پس از گذراندن سه سال به صورت مشروط آزاد شد. باخمایر به خارج از کشور نقل مکان کرد اما پس از تشخیص سرطان لوزالمعده به آلمان بازگشت. او در سن ۴۶ سالگی درگذشت و در کنار دختر هفت ساله‌اش، آنا، در گورستان بورگتور، لوبک به خاک سپرده شد.

## شلیک در دادگاه
حوالی ساعت ۱۰ صبح روز ۶ مارس ۱۹۸۱، در سومین روز دادگاه، باخمایر یک اسلحه برتا ۷۰ را قاچاق کرد و وارد دادگاه منطقه لوبک، اتاق ۱۵۷ شد و متهم را به ضرب گلوله کشت. او اسلحه را به پشت او نشانه رفت و هفت بار شلیک کرد. شش گلوله به متهم اصابت کرد که تقریباً بلافاصله کشته شد. سپس باخمایر اسلحه خود را پایین آورد و بدون مقاومت دستگیر شد.
این حادثه یکی از شناخته شده‌ترین موارد اجرای خودسرانه قانون در تاریخ آلمان غربی است. این حادثه پوشش رسانه ای گسترده‌ای داشت. کارکنان تلویزیونی از سراسر کشور و خارج از کشور به لوبک سفر کردند تا در مورد این پرونده گزارش دهند. باخمایر داستان زندگی خود را به مبلغ ۱۰۰۰۰۰ مارک به مجله خبری اشترن فروخت. او با این هزینه، هزینه‌های قانونی خود را تأمین کرد.
زمانی که باخمایر در بازداشت به سر می‌برد، بسیاری پیام‌های حمایتی، هدایا و گل ارسال کردند تا درک خود را از رفتار او نشان دهند. با این وجود، برخی هنوز بر این باور بودند که دادگاه باید اجرای خودسرانه قانون را محکوم کند. پس از اینکه مجله اشترن داستان زندگی ماریان باخمایر را منتشر کرد و انتشار جزئیاتی در مورد اینکه چگونه او اجازه داد تا دو فرزند اولش توسط خانواده‌های دوست داشتنی به فرزندخواندگی پذیرفته شوند، افکار عمومی تغییر کرد زیرا او دیگر با تصویر «مادر بی گناه» مطابقت نداشت. با این وجود، افراد زیادی آشکارا دلسوزی خود را برای اقدام تلافی جویانه ماریان نشان دادند.
در ۲ نوامبر ۱۹۸۲، باخمایر ابتدا در دادگاه به قتل متهم شد. پس از ۲۸ روز مذاکره، هیئت منصفه با رای صادره موافقت کرد. چهار ماه پس از آغاز رسیدگی، او در ۲ مارس ۱۹۸۳ توسط اتاق دادگاه ناحیه لوبک به دلیل قتل شبه عمد و نگهداری غیرقانونی سلاح گرم محکوم شد. استدلال مدافع مبنی بر اینکه این عمل از پیش طراحی نشده بود، عمدتاً توسط دادگاه تأیید شد ماریان به شش سال زندان محکوم شد اما پس از گذراندن سه سال از زندان آزاد شد.

## درگذشت

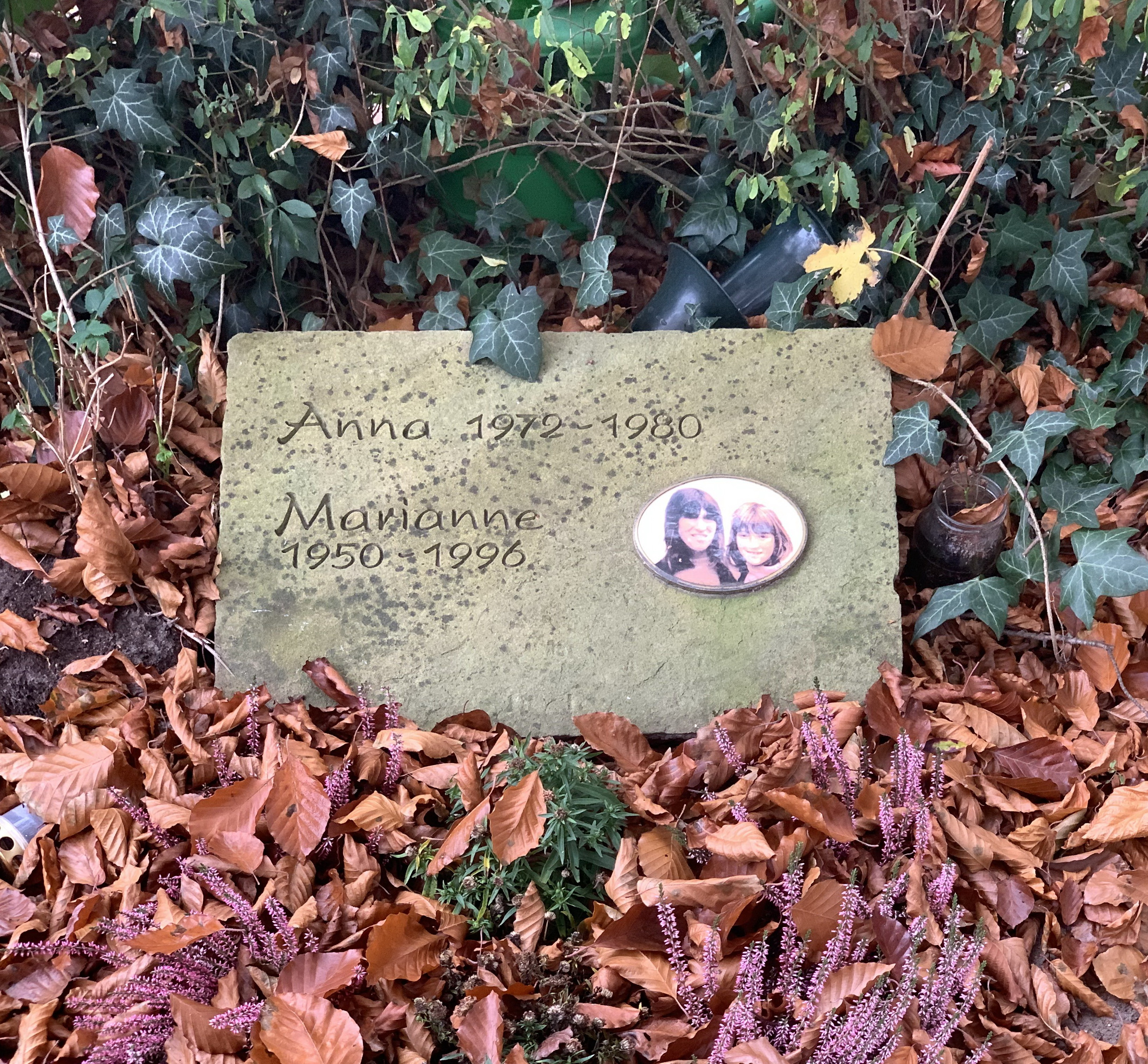
قبر آنا باخمایر و مادرش، ماریان، در گورستان بورگتور لوبک در سال ۲۰۲۲

باخمایر قبل از مرگش از رادیو Norddeutscher Rundfunk خواست تا او را همراهی کند و آخرین مراحل زندگی او را فیلمبرداری کند.
در ۱۷ سپتامبر ۱۹۹۶، باخمایر در سن ۴۶ سالگی بر اثر سرطان لوزالمعده در بیمارستانی در لوبک درگذشت. او در کنار دخترش، آنا، در گورستان بورگتور، لوبک به خاک سپرده شده است.